# Piotrów (Gmina Iłów)
Pour les articles homonymes, voir Piotrów.
Piotrów  [ˈpjɔtruf] est un village polonais de la gmina d'Iłów dans le powiat de Sochaczew et dans le voïvodie de Mazovie.
Il se situe à environ 6 kilomètres au sud-est d'Iłów, à 14 kilomètres au nord-ouest de Sochaczew et à 64 kilomètres à l'ouest de Varsovie.